# Confluence
Confluence — тиражируемая вики-система для внутреннего использования организациями с целью создания единой базы знаний. Написана на Java.
Разрабатывается австралийской компанией Atlassian, является одним из двух её основных продуктов (наряду с системой отслеживания ошибок Jira). Распространяется под проприетарной лицензией, бесплатна для некоммерческих организаций и открытых проектов.
С версии 4.0 не поддерживает вики-разметку встроенными механизмами, однако с января 2013 года это возможно с помощью плагинов.